# Hotel elettrico
Hotel elettrico (El hotel electrico) è un cortometraggio muto del 1908 scritto e diretto da Segundo de Chomón, prodotto dalla Pathé Frères.  Ispirato al film The Haunted Hotel di James Stuart Blackton del 1907, come quest'ultimo è una delle prime opere che utilizza la tecnica di animazione del passo uno o scatto singolo.

## Trama
Una coppia appena sposata raggiunge un hotel completamente automatizzato grazie all'elettricità. Le valigie raggiungono la stanza da sole, gli stivali si puliscono come per magia e pettinarsi o radersi non richiedono nessun intervento umano. Tutto viene gestito premendo semplicemente un pulsante. Tutto sembra sotto controllo fino a quando un dipendente ubriaco, giocando con i comandi dell'apparato centrale, non provoca un cortocircuito al sistema che fa precipitare la stanza nel caos.

## Tematica
Il tema della casa elettrica automatizzata viene ripreso anche in altri cortometraggi di inizio '900, come L'Hôtel du silence di Émile Cohl e Étienne Arnaud del 1908,  Les progrès de la science en l'an 2000 di Gérard Bourgeois del 1909, The Electric Villa della Pathé del 1911 e The Electric House di Buster Keaton del 1922. Anche qui l'entusiasmo e la meraviglia per le invenzioni del XX secolo si accompagna all'inquietudine per la loro natura incontrollabile che spesso finisce per ritorcersi contro chi le utilizza.